# مقاطعة باربر (كانساس)
مقاطعة باربر (بالإنجليزية: Barber County)‏ هي إحدى المقاطعات في ولاية كانساس، الولايات المتحدة الأمريكية. اعتبارا من تعداد عام 2010، أصبح عدد سكان مقاطعة 4،861 ساكن. 